# Sillosuchus
Sillosuchus is een geslacht van uitgestorven shuvosauride poposauroïde Archosauria dat tijdens de Laat-Trias periode in Zuid-Amerika leefde. Shuvosauriden waren een ongewone familie van reptielen die behoren tot de groep Poposauroidea. Hoewel hun naaste moderne verwanten krokodilachtigen zijn, waren ze tweevoetig en licht gepantserd, met dinosauriërachtige heup- en schedelstructuren. Gebaseerd op schedelresten van leden van de familie zoals Effigia, waren ze ook tandeloos en waarschijnlijk herbivoren met snavels.

## Beschrijving
Het individu van Sillosuchus waartoe het oorspronkelijke exemplaar behoorde, had een geschatte lengte van ongeveer drie meter. Andere overblijfselen wijzen er echter op dat het geslacht veel groter zou kunnen worden. De meest opvallende van de andere overblijfselen was PVL 2472, een losse cervicale (nekwervel) die aanvankelijk ten onrechte werd geïdentificeerd als behorend tot het gigantische viervoetige roofdier Saurosuchus, een verre verwant van Sillosuchus. Dit bot was twintig centimeter lang, terwijl halswervels van het holotype slechts acht centimeter lang waren. Met behulp van zijn meer complete verwanten om de lengte te schatten, behoorde dit bot waarschijnlijk tot een Sillosuchus die negen tot tien meter lang was. Dit zou erop wijzen dat Sillosuchus een van de grootste landbewonende Pseudosuchia was.
Sillosuchus had verschillende unieke kenmerken in vergelijking met zijn familieleden. De nek- en ruggenwervels hadden grote uithollingen of zakken aan de zijkant, een ongewone eigenschap die paleontologen hielp bij het toewijzen van de gigantische halswervel aan Sillosuchus in plaats van Saurosuchus. Het linker- en rechterzitbeen (naar achteren wijzende heupbeenderen) waren kort en aan elkaar versmolten. Ze werden ook afgeplat in een dorsoventrale (van boven naar beneden) richting, in tegenstelling tot wat het geval is bij de meeste andere reptielen waarin ze werden afgeplat in een mediolaterale (van links naar rechts) richting. Overigens is de heup praktisch identiek aan die van Effigia en Shuvosaurus (ook wel bekend als Chatterjeea).

## Ontdekking en naamgeving
Het holotype-exemplaar van Sillosuchus, PVSJ 85, is een gedeeltelijk skelet dat is ontdekt in sedimenten van de Ischigualasto-formatie, Cancha de Bochas Member in het Ischigualasto-Villa Unión-bekken in het noordwesten van Argentinië. Het skelet omvat verschillende wervels, ribben en bekken (heup) botten. Een schoudergordel, opperarmbeen en gedeeltelijke scheenbeenderen werden ook geassocieerd met het skelet, maar kwamen niet voor in de oorspronkelijke beschrijving van het exemplaar.
De geslachtsnaam verwijst naar Dr. William Sill, en Souchos is het Griekse woord dat verwijst naar de Egyptische krokodillengod. De soortaanduiding longicervix, verwijst naar de langwerpige halswervels van het geslacht. Latere studies hebben aangetoond dat, hoewel de nek van Sillosuchus lang was in vergelijking met de meeste Pseudosuchia, deze eigenschap de norm was voor shuvosauriden. Een reconstructie van het fossiel werd in 2008 gepresenteerd door de Nationale Universiteit van San Juan in Argentinië, als eerbetoon aan Dr. William Dudley Sill, een belangrijke promotor van paleontologie in San Juan. Sillosuchus is het enige benoemde geslacht van tweevoetige poposauroïden dat momenteel bekend is van buiten Noord-Amerika. Andere tweevoetige poposauroïden waren de verwante shuvosauriden Shuvosaurus en Effigia, evenals de vleesetende Poposaurus.